# Iolaphilus montana
Iolaphilus montana är en fjärilsart som beskrevs av Jan Kielland 1978. Iolaphilus montana ingår i släktet Iolaphilus och familjen juvelvingar. Inga underarter finns listade i Catalogue of Life.